# 일본의 도주제 논의
일본의 도주제 논의(일본어: 日本の道州制論議)란, 일본에서 진행 중인 도주제 도입에 관한 논의를 말한다. 도주제의 명칭은 부현제(도도부현)와 군구제와 정촌제의 이름을 본뜬 것이다.

## 지방제도조사회의 행정 구역 개편안

### 9도주 안

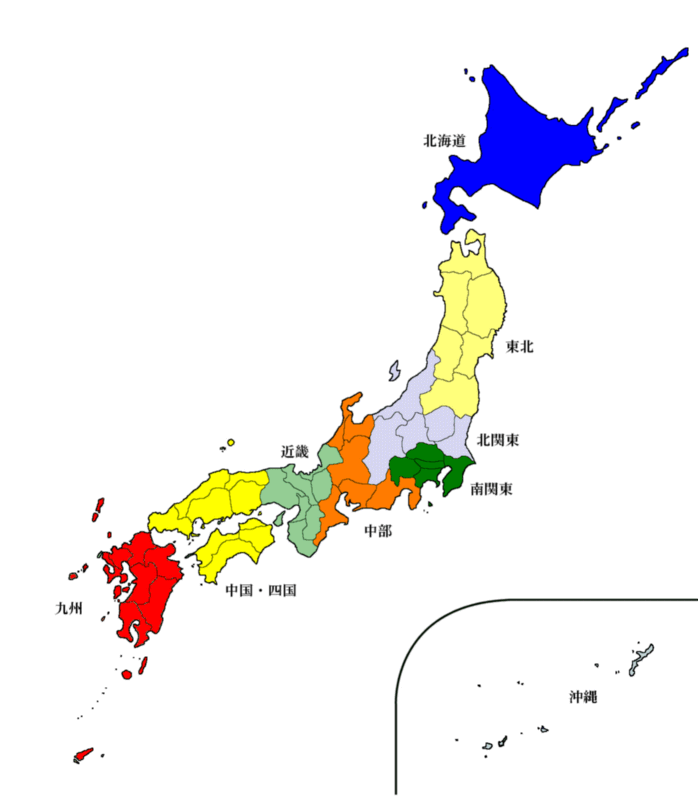
9도주 (9道州) 안

- 홋카이도(北海道, 19조 5044억엔): 홋카이도
- 도호쿠(東北, 32조 4200억엔): 아오모리현, 이와테현, 아키타현, 야마가타현, 미야기현, 후쿠시마현
- 기타칸토신에쓰(北関東信越, 43조 5586억엔): 이바라키현, 도치기현, 군마현, 니가타현, 나가노현
- 미나미칸토(南関東, 156조 7627억엔): 사이타마현, 지바현, 도쿄도, 가나가와현, 야마나시현
- 주부(中部, 72조 7339억엔): 도야마현, 이시카와현, 기후현, 시즈오카현, 아이치현, 미에현
- 긴키(近畿, 82조 2004억엔): 후쿠이현, 시가현, 교토부, 오사카부, 효고현, 나라현, 와카야마현
- 주고쿠・시코쿠(中国・四国, 41조 5305억엔): 돗토리현, 시마네현, 오카야마현, 히로시마현, 야마구치현, 도쿠시마현, 가가와현, 에히메현, 고치현
- 규슈(九州, 43조 4862억엔): 후쿠오카현, 사가현, 나가사키현, 구마모토현, 오이타현, 미야자키현, 가고시마현
- 오키나와(沖縄, 3조 5755억엔): 오키나와현

### 11도주 안

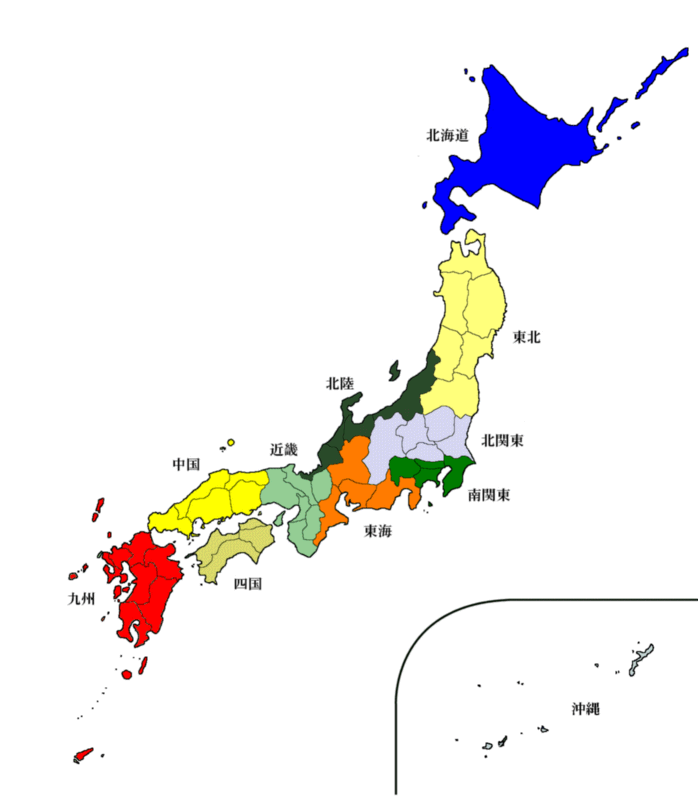
11도주 (11道州) 안

- 홋카이도(北海道, 19조 5044억엔): 홋카이도
- 도호쿠(東北, 32조 4200억엔): 아오모리현, 이와테현, 아키타현, 야마가타현, 미야기현, 후쿠시마현
- 기타칸토(北関東, 54조 6282억엔): 이바라키현, 도치기현, 군마현, 사이타마현, 나가노현
- 미나미칸토(南関東, 136조 6839억엔): 지바현, 도쿄도, 가나가와현, 야마나시현
- 호쿠리쿠(北陸, 21조 3242억엔): 니가타현, 도야마현, 이시카와현, 후쿠이현
- 도카이(東海, 63조 7072억엔): 기후현, 시즈오카현, 아이치현, 미에현
- 긴키(近畿, 78조 9121억엔): 시가현, 교토부, 오사카부, 효고현, 나라현, 와카야마현
- 주고쿠(中国, 28조 1378억엔): 돗토리현, 시마네현, 오카야마현, 히로시마현, 야마구치현
- 시코쿠(四国, 13조 3927억엔): 도쿠시마현, 가가와현, 에히메현, 고치현
- 규슈(九州, 43조 4862억엔): 후쿠오카현, 사가현, 나가사키현, 구마모토현, 오이타현, 미야자키현, 가고시마현
- 오키나와(沖縄, 3조 5755억엔): 오키나와현

### 13도주 안

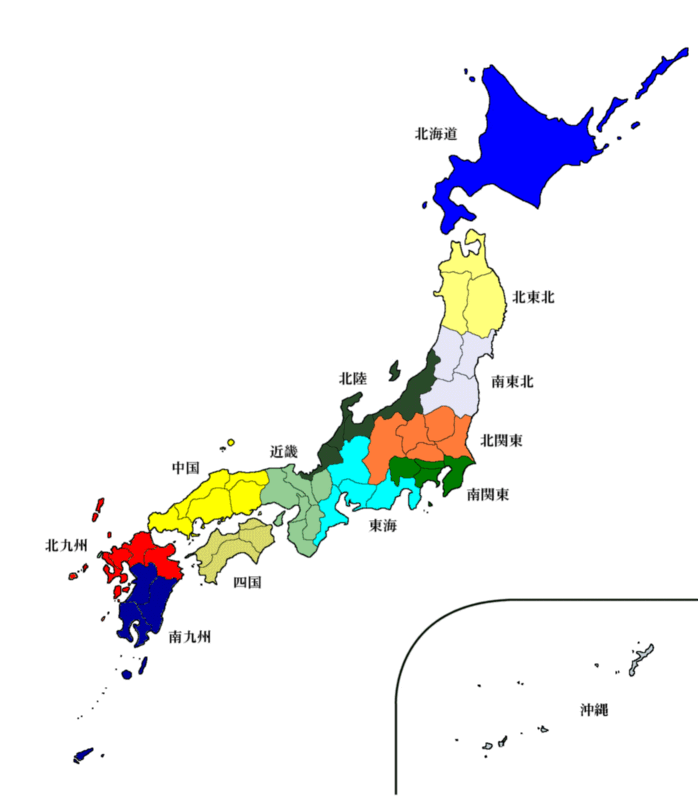
13도주 (13道州) 안

- 홋카이도 (北海道, 19조 5044억엔) : 홋카이도
- 기타토호쿠 (北東北, 12조 4998억엔) : 아오모리 현, 이와테 현, 아키타 현
- 미나미토호쿠 (南東北, 19조 9202억엔) : 미야기 현, 야마가타 현, 후쿠시마 현
- 기타칸토 (北関東, 54조 6282억엔) : 이바라키 현, 토치기 현, 군마 현, 사이타마 현, 나가노 현
- 미나미칸토 (南関東, 136조 6839억엔) : 치바 현, 도쿄 도, 가나가와 현, 야마나시 현 (도쿄를 분리해 도쿄 주로 하는 논의도 있다.)
- 호쿠리쿠 (北陸, 21조 3242억엔) : 니가타 현, 도야마 현, 이시카와 현, 후쿠이 현
- 도카이 (東海, 63조 7072억엔) : 기후 현, 시즈오카 현, 아이치 현, 미에 현
- 긴키 (近畿, 78조 9121억엔) : 시가 현, 교토 부, 오사카 부, 효고 현, 나라 현, 와카야마 현
- 주고쿠 (中国, 28조 1378억엔) : 돗토리 현, 시마네 현, 오카야마 현, 히로시마 현, 야마구치 현
- 시코쿠 (四国, 13조 3927억엔) 도쿠시마 현, 가가와 현, 에히메 현, 고치 현
- 기타큐슈 (北九州, 28조 9496억엔) : 후쿠오카 현, 사가 현, 나가사키 현, 오이타 현
- 미나미큐슈 (南九州, 14조 5366억엔) : 구마모토 현, 미야자키 현, 가고시마 현
- 오키나와 (沖縄, 3조 5755억엔) : 오키나와 현

## 일본 자유민주당 도주제 추진 본부의 개편안
일본 자유민주당의 도주제 추진 본부(본부장 : 타니가키 사다카즈)가 2008년 5월 29일에 제시한 개편안이다. 도쿄도를 미나미칸토(남관동, 南関東)에서 독립시켜야 한다는 의견이 있거나, 또 각 도도부현의 지사나 의회 의장과의 의견 교환을 실시하여야 한다는 등의 안이었다.

### 9도주
홋카이도(北海道): 홋카이도
도호쿠(東北): 아오모리현, 이와테현, 아키타현, 야마가타현, 미야기현, 후쿠시마현
기타칸토(北関東): 이바라키현, 도치기현, 군마현, 니가타현
미나미칸토(南関東): 사이타마현, 지바현, 도쿄도, 가나가와현, 야마나시현
주부(中部): 도야마현, 이시카와현, 후쿠이현, 나가노현, 기후현, 시즈오카현, 아이치현, 미에현
간사이(関西): 시가현, 교토부, 오사카부, 효고현, 나라현, 와카야마현
주고쿠 · 시코쿠(中国・四国): 돗토리현, 시마네현, 오카야마현, 히로시마현, 야마구치현, 도쿠시마현, 가가와현, 에히메현, 고치현
규슈(九州): 후쿠오카현, 사가현, 나가사키현, 구마모토현, 오이타현, 미야자키현, 가고시마현
오키나와(沖縄): 오키나와현

### 11도주
홋카이도(北海道): 9도주 안과 같음.
도호쿠(東北): ※1
기타칸토(北関東): ※1, ※2
미나미칸토(南関東): ※2
호쿠리쿠(北陸): 도야마현, 이시카와현, 후쿠이현
도카이(東海): 나가노현, 기후현, 시즈오카현, 아이치현, 미에현
간사이(関西): 9도주 안과 같음.
주고쿠(中国): 돗토리현, 시마네현, 오카야마현, 히로시마현, 야마구치현
시코쿠(四国): 도쿠시마현, 가가와현, 에히메현, 고치현
규슈(九州): 9도주 안과 같음.
오키나와(沖縄): 9도주 안과 같음.

※1 니가타현을 도호쿠로 넣는 안도 있음.
 ※2 사이타마현을 기타칸토로 넣는 안도 있음.

## 도주제 논의와 관련된 읽을 거리
| - 오사카도 구상 - 고키시치도 - 구니 목록 - 일본의 번 | - 홋카이도(홋카이도 지방) - 도카이도(도카이 지방) - 난카이도(시코쿠 지방) - 사이카이도(규슈 지방) | - 도산도(도호쿠 지방) - 호쿠리쿠도(호쿠리쿠 지방) - 산인도(산인 지방) - 산요도(산요 지방) - 오사카도 구상 - 스페인의 광역자치주 |